# Ernest Pohlstadion
Het Ernest Pohl-stadion (Pools: Stadion imienia Ernesta Pohla) is een voetbalstadion in het Poolse stad Zabrze, gebouwd in 1934. Het is de thuisbasis van Ekstraklasa-club Górnik Zabrze, die in de jaren 60 in dit stadion haar hoogtijdagen beleefde.

## Geschiedenis
In 1934 werd begonnen met de bouw van het Adolf Hitler Kampfbahn Stadion en het werd op 2 september 1934 officieel geopend. Het stadion ging na de Tweede Wereldoorlog door het leven als het Górnik Zabrze-stadion tot het in 2004 werd vernoemd naar Górnik's legendarische spits uit de jaren 60 en 70: Ernest Pohl. Het stadion werd het Ernest Pohl-stadion genoemd, ook al stond de spits in zijn speeldagen bekend als Ernest Pol (dus zonder 'h').
Het stadion had de laatste jaren een capaciteit van 17.772, maar in de wedstrijd tegen Gwardia Warschau van 22 september 1957 bereikte het stadion een recordaantal toeschouwers toen zeker 50.000 mensen de wedstrijd bezochten.
Na een vertraging van twee jaar door financiële problemen werd in 2011 begonnen met de renovatie van het stadion. Een eerste fase van de verbouwing vergrootte de capaciteit tot 24.000 en een tweede fase, die momenteel nog bezig is, moet de capaciteit verhogen tot 31.871. De totale kosten zouden in totaal 200 miljoen złoty moeten gaan bedragen.